# GTR
GTR – brytyjska supergrupa rockowa założona w 1986 przez eks-gitarzystę grupy Genesis Steve'a Hacketta i eks-gitarzystę grupy Yes Steve'a Howe'a. 
GTR nagrała jedną studyjną płytę, z której pochodzi najbardziej znany jej przebój When the Heart Rules the Mind i wystąpiła w programie King Biscuit Flower Hour, podczas którego nagrano koncertowy album. Muzyka grupy, choć posiadała pewne cechy progresywności, mieściła się w głównym nurcie rocka lat osiemdziesiątych. 
Grupa się rozwiązała, gdy Hackett zdecydował kontynuować swą solową karierę.

## Skład
- Max Bacon – śpiew
- Steve Hackett – gitara
- Steve Howe – gitara
- Jonathan Mover – perkusja
- Phil Spalding – gitara basowa

## Dyskografia
- GTR (1986)
- King Biscuit Flower Hour (1997, live)